# 크로톤 (식물)
크로톤(Croton,Codiaeum variegatum)은 다채로운 색상의 잎을 가지고 있어서 다른 관엽식물과 기르기 좋으며 영어 명칭에서 Joseph's Coat 라고도 불린다.크로톤의 잎들은 하나의 줄기 또는 가지에서 나오며, 가죽처럼 매끈하고 두꺼운 것이 특징이다.잎의 색은 노란색, 주황색, 빨간색, 녹색 등 여러 가지 색상이 어우러져 아름답다.새로 나오는 잎의 색은 녹색인데 자랄수록 천연색으로 바뀐다.다 자란 잎들은 반점 무늬가 있으며 잎 가장자리가 다른 색을 띠거나 잎맥이 잎 가장자리와 대비되는 색을 나타내는 등 화려한 색을 돋보이는 식물이다. 그러나 빛이 부족하면 색이 바래 버린다.

## 설명
키가 3m까지 자라는 열대 상록수다.길이는 5~30cm이고 너비는 0.5~8cm이다.꽃은 8~30cm의 길이가 긴 꽃이며 암꽃과 수꽃으로 나뉜다.수꽃은 흰색으로 5개의 작은 꽃잎과 20~30개의 작은 꽃술이 있다.암꽃은 노란색으로 꽃잎이 없다.개화기는 보통 초가을이며 열매 안에는 씨앗이 들어있다.

## 독성
이 식물의 수액은 사람들에게 습진을 일으킬 수 있고 껍질, 뿌리, 잎에는 독성이 있다.씨앗의 섭취는 어린 아이들에게 치명적일 수 있다.